# Le Souper
Le Souper je francouzský hraný film z roku 1992, který režíroval Édouard Molinaro podle stejnojmenné divadelní hry Jean-Clauda Brisvilla. Snímek měl světovou premiéru 23. prosince 1992.

## Děj
Paříž, 6. července 1815. Francouzi se obávají o svou budoucnost: Napoleon podruhé abdikoval a země se ocitla bez vůdce. Talleyrand, bývalý ministr vnějších vztahů, zve Fouchého, bývalého ministra policie a současného šéfa prozatímní vlády, na večeři do svého sídla, aby spolu diskutovali o politické situaci a vybrali nového francouzského panovníka. Mezi oběma muži pak začíná dlouhý slovní souboj. Talleyrand si myslí, že je třeba obnovit monarchii a dosadit na trůn Ludvíka XVIII. Fouché naopak váhá. Ani ne tak z politického přesvědčení, jako spíš proto, že kdysi hlasoval pro popravu Ludvíka XVI. a nyní se obává odvety od jeho bratra Ludvíka XVIII. Fouché postupně navrhuje Napoleona II., Ludvíka Filipa Orleánského nebo návrat republiky, ale Talleyrand zůstává neoblomný ve své pozici. Diskuse se promění ve vyřizování skóre, když každý začne mluvit o zločinech, které ten druhý spáchal, aby se dostal na vyšší pozici: zapojení Talleyranda do aféry vévody z Enghienu, podpora poskytnutá Fouchém Jeanu Baptistovi Carrierovi při masakrech v Nantes a jeho přímá účast na represích vůči lyonským povstalcům proti Národnímu konventu.

## Obsazení
| Claude Brasseur      | Joseph Fouché                          |
| Claude Rich          | Charles Maurice de Talleyrand-Périgord |
| Ticky Holgado        | Jacques Massoulier                     |
| Yann Collette        | Jean Vincent                           |
| Alexandra Vandernoot | Dorothée de Courlande                  |
| Stéphane Jobert      | Antonin Carême                         |
| Alexandre Brasseur   | zevloun                                |
| Didier Cauchy        | zevloun                                |
| Michel Piccoli       | François René de Chateaubriand         |

## Ocenění
- César: nejlepší herec (Claude Rich), nejlepší kostýmy (Sylvie de Segonzac)